# Watson C. Squire
Watson C. Squire (Cape Vincent, 1838. május 18. – Seattle, 1926. június 7.) az Amerikai Egyesült Államok szenátora (Washington, 1889–1897).